# Pen spinning

Przykładowe triki w pen spinningu

Pen spinning (z ang. „kręcenie długopisem”) – odmiana żonglerki kontaktowej, w której używanym przedmiotem jest długopis, ołówek lub przedmiot przypominający je kształtem. Jest to umiejętność polegająca na wprawianiu długopisu w ruch i manipulowaniu nim w taki sposób, aby wykonywał w ręku efektowne ewolucje, obroty, przemieszczał się między palcami itp. Osoba uprawiająca pen spinning to pen spinner.

## Historia
Pen spinning w obecnej formie zrodził się w latach 80. Pierwszym z nich, który zaczął pokazywać pen spinning w Internecie był Hideaki Kondoh. Sama jego geneza nie jest do końca pewna, jednak wiele trików było już wcześniej wykorzystywanych m.in. przez perkusistów.

## Oznaczenia i słowniczek
Pen spinnerzy przyjęli szereg oznaczeń i skrótów aby ułatwić sobie komunikację. Palce oznacza się następująco:
- T (thumb) – kciuk,
- 1 (index) – wskazujący,
- 2 (middle) – środkowy,
- 3 (ring) – serdeczny,
- 4 (pinky) – mały.

Często przy nazwach trików można spotkać oznaczenia w stylu "12-23". Pary cyfr oznaczają wtedy, że długopis znajduje się między palcami oznaczonymi odpowiednimi cyframi: w przypadku 12-23 długopis przemieszcza się od położenia między palcem wskazującym (1) a środkowym (2) do miejsca między środkowym (2) a serdecznym (3).
Sprzęt używany przez spinnerów też posiada wiele oznaczeń:
- Pen – długopis, ołówek, pisak lub przedmiot o zbliżonych kształtach.
- Tip – metalowa końcówka długopisu.
- Cap – skuwka na końcu długopisu.
- Body – korpus długopisu.
- Ink tube – wkład z tuszem (rzadko służy do pisania, głównie używany w celu obciążenia długopisu).
- Gripy – gumki zakładane na obu końcach długopisu w celu zwiększenia przyczepności długopisu.
- Insert – kartka z obrazkiem lub wzorkiem wkładana w środek przezroczystego korpusu w celu uatrakcyjnienia jego wyglądu.
- Outsert – analogicznie do insertu kartka naklejana na wierzch korpusu.
- COP – (center of pen) środek długopisu.
- Mod – przerobiony długopis.
- COG – (center of gravity) środek ciężkości długopisu.
- Combo – kilka trików połączonych ze sobą.
- 1p1h – One pen one hand – kręcenie jednym długopisem w jednej ręce.
- 1p2h – One pen Two Hands – na przemian zmienianie rąk kręcąc jednym długopisem.
- 2p2h – Two pens two hands – równoczesne kręcenie dwoma długopisami w dwóch rękach.

## Triki
W pen spinningu istnieją dziesiątki różnych trików. Ich liczba nie jest określana, gdyż bez przerwy wymyślane są nowe. Istnieją jednak cztery podstawowe triki nazywane fundamentalami:
- Thumb Around (TA) – trik polegający na okręceniu długopisu wokół kciuka.
- Sonic Normal – trik polegający na przełożeniu długopisu z pozycji 23 do 12 okręcając go między serdecznym i wskazującym palcem.
- Charge – trik polegający na zataczaniu okręgów długopisem pomiędzy dwoma palcami, w tym przypadku 23.
- FingerPass – trik polegający na szybkim przekładaniu długopisu między następującymi palcami: wskazującym, środkowym, serdecznym oraz małym.

Triki pogrupowane są w tzw. rodziny (Family). Nazwy rodzin zazwyczaj pochodzą od nazw fundamentali, na których się opierają:
- Around Family – rodzina trików polegających na okręcaniu długopisu wokół jednego z palców.
- Spins Family – są to triki wykonujące obroty w danej części dłoni
- Sonic Family – rodzina obejmująca sonic'a i wszystkie jego wariacje.
- Charge Family – zawiera wszystkie rodzaje charge'ów.
- Infinity Family – rodzina trików polegających na kręceniu długopisem, trzymając go za końce.
- Aerial Family – rodzina trików powietrznych.
- Continuous Family – rodzina trików które można wykonywać jeden po drugim.

Praktycznie każdy trik można wykonać w odwrotną stronę, wtedy zamiast Normal nazywa się go Reverse. Niektóre triki można wykonywać w kółko bez zatrzymywania, wtedy mówi się o nich Continuous (ciągłe), natomiast gdy wykonujemy trik w zestawieniu normal-reverse-normal-reverse, taką kombinację określa się mianem Harmonic. Wykonywanie trików bez ustalonej z góry kolejności to freestyle.

## Społeczność pen spinnerów
Pen spinning, mimo swojego młodego wieku, doczekał się już grona wielbicieli. Szczególnie popularny jest w Japonii, Niemczech i Francji, w Polsce nie jest jeszcze tak rozpowszechniony. Polscy pen spinnerzy skupieni są wokół Polskiego Portalu Pen spinnerów. Nieregularnie odbywają się również ich spotkania w głównych miastach Polski. Jednak głównym ośrodkiem ich aktywności jest Internet. To właśnie w Internecie znajduje się zdecydowana większość materiałów dotyczących pen spinningu, tutoriale trików, filmy pokazowe i promujące. Popularne są tzw. „bitwy”, polegające na tym, że każdy z biorących w nich udział zamieszczają krótkie filmy pokazujące ich umiejętności i oceniane przez innych. W roku 2008 odbyły się pierwsze Mistrzostwa Polski, w których rywalizowali użytkownicy portalu www.penspinning.pl.